# Butylhydroxytolueen
Butylhydroxytolueen of BHT (IUPAC-naam: 2,6-di-tert-butyl-4-methylfenol) is een van fenol afgeleide organische verbinding die veel gebruikt wordt als antioxidant. De zuivere stof is een wit kristallijn poeder, dat onoplosbaar is in water.
Een vergelijkbare, verwante stof is butylhydroxyanisol (BHA). In vergelijking met butylhydroxyanisol is butylhydroxytolueen meer oplosbaar in voedingsoliën en vetten.

## Synthese
Butylhydroxytolueen wordt bereid door de reactie van paracresol met isobuteen:
{\displaystyle {\ce {{CH3(C6H4)OH}+{2CH_{2}=C(CH3)2}->C15H24O}}}
De wereldwijde productiecapaciteit van butylhydroxytolueen in 2000 werd geschat op ongeveer 62.000 ton/jaar.

## Toepassingen
Butylhydroxytolueen wordt onder meer in oliën en vetten voor menselijke consumptie gebruikt, maar ook in parfums en andere cosmetica, dierenvoeding, petroleumproducten, synthetische rubbers, plastics en farmaceutische producten. Antioxidanten verlengen de houdbaarheid van producten door ze te beschermen tegen bederf door oxidatie, zoals het ranzig worden van vet en kleurveranderingen. De oxidatie is een kettingreactie waarbij reactieve stoffen (radicalen) vrijkomen en BHT gaat reageren met deze reactieve stoffen zodat de kettingreactie afgeremd wordt.

### Gebruik in levensmiddelen
Bij gebruik in levensmiddelen wordt meestal het E-nummer van butylhydroxytolueen vermeld, dit is E321. De aanvaardbare dagelijkse inname (ADI) bedraagt maximaal 0,3 mg/kg lichaamsgewicht.

## Toxicologie en veiligheid
In hoge concentraties kan butylhydroxytolueen leverschade veroorzaken. Butylhydroxytolueen kan - net als butylhydroxyanisol - (pseudo)-allergische reacties veroorzaken. Bij een zeer hoge dagelijkse inname vanaf 100 mg per kg lichaamsgewicht draagt BHT mogelijk bij aan het ontstaan van goedaardige levertumoren.